# Obří titanosaur z Patagonie (2021)
Obří titanosaurní sauropod, jehož objev byl oznámen na začátku roku 2021, byl patrně jedním z největších žijících suchozemských tvorů všech dob, velikostně srovnatelný s příbuznými rody Patagotitan a Argentinosaurus. Zatím nebyl formálně vědecky pojmenován, ani přiřazen k některému ze známých druhů.

## Popis
Tento obří sauropod je známý ze sedimentů geologického souvrství Candeleros na území argentinské provincie Neuquén. Žil v období věku cenoman (asi před 98,6 milionu let) a bylo z něj zatím objeveno jen 24 ocasních obratlů a některé fosilní části pánevního a ramenního pletence. Velikost těchto fosilních kostí nasvědčuje tomu, že se jednalo o gigantického sauropoda, dosahujícího hmotnosti až kolem 80 tun. Spolu s ním obývali tyto ekosystémy také obří draví dinosauři druhu Giganotosaurus carolinii, kteří snad mohli lovit mláďata nebo nemocné jedince.